# Рыжиково (Ленинградская область)
Рыжиково — деревня в Новосельском сельском поселении Сланцевского района Ленинградской области.

## История
Деревня Рыжикова упоминается на карте Санкт-Петербургской губернии Ф. Ф. Шуберта 1834 года.

РЫШИКОВО — деревня принадлежит господину Качалову, число жителей по ревизии: 79 м. п., 71 ж. п. (1838 год)

Как деревня Рыжикова она отмечена на карте профессора С. С. Куторги 1852 года.

РЫЖИКОВА — деревня госпожи Юреневой, по просёлочной дороге, число дворов — 8, число душ — 30 м. п. (1856 год) 

В XIX — начале XX века деревня административно относилась к Выскатской волости 1-го земского участка 1-го стана Гдовского уезда Санкт-Петербургской губернии.
Согласно Памятной книжке Санкт-Петербургской губернии 1905 года деревня образовывала Рыжиковское сельское общество.
- Деревня Рыжиково на карте 1919 года

Согласно карте Петроградской и Эстляндской губерний 1919 года деревня называлась Рыжикова, в деревне находилась часовня.
В 1917 году деревня находилась в составе Рыжиковского сельсовета Выскатской волости Гдовского уезда.
С 1924 года, в составе Пантелейковского сельсовета.
С 1927 года, в составе Рудненского района.
С 1928 года, в составе Рудненского сельсовета. В 1928 году население деревни составляло 221 человек.
По данным 1933 года деревня Рыжиково входила в состав Рудненского сельсовета Рудненского района. С августа 1933 года, в составе Гдовского района.
С января 1941 года, в составе Сланцевского района.
С 1 августа 1941 года по 31 января 1944 года, германская оккупация.
С 1954 года, в составе Новосельского сельсовета.
С 1963 года, в составе Кингисеппского района.
По состоянию на 1 августа 1965 года деревня Рыжиково входила в состав Новосельского сельсовета Кингисеппского района. С ноября 1965 года, вновь в составе Сланцевского района. В 1965 году население деревни составляло 19 человек.
По данным 1973 и 1990 годов деревня Рыжиково входила в состав Новосельского сельсовета.
В 1997 году в деревне Рыжиково Новосельской волости проживали 2 человека, в 2002 году — 12 человек (все русские).
В 2007 году в деревне Рыжиково Новосельского СП проживали 8 человек, в 2010 году — 15 человек.

## География
Деревня расположена в юго-восточной части района на автодороге 41К-807 (Рудно — Рыжиково), к северу от автодороги 41К-020 (Сижно — Будилово — Осьмино).
Расстояние до административного центра поселения — 16 км.
Расстояние до ближайшей железнодорожной платформы Сланцы — 32 км.
Деревня находится к югу от реки Кушелка и одноимённого озера.

## Демография
| 2007 | 2010 | 2017 |
| ---- | ---- | ---- |
| 8    | ↗15  | ↗26  |